# Lambretta
Lambretta is een historisch merk van scooters, bromfietsen, motorfietsen en transportscooters, dat in verschillende landen geproduceerd werd:

## Lambretta (Milaan)
Innocenti S.p.a, Milano (1946-1973)

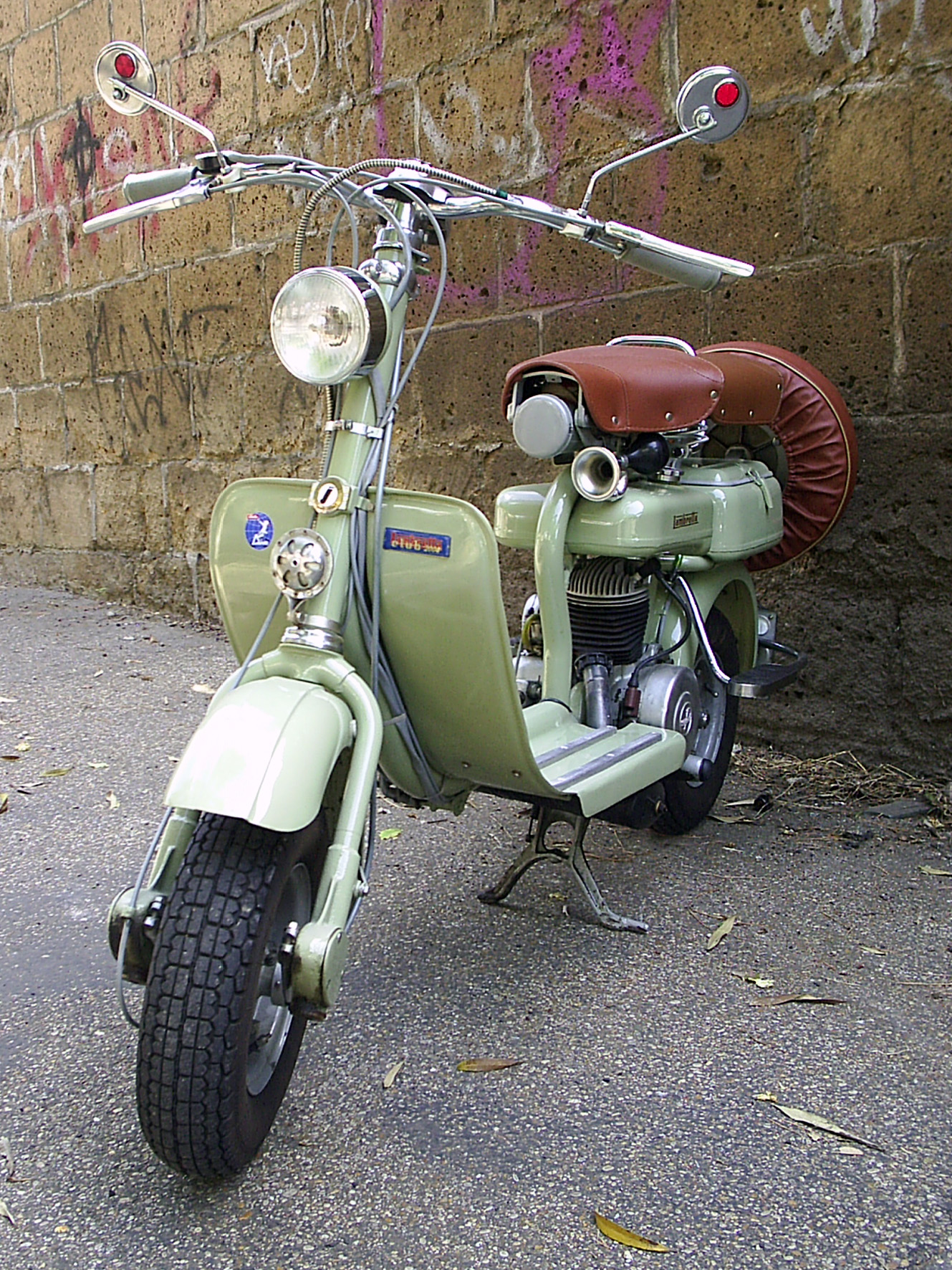
Lambretta 125 D uit 1952

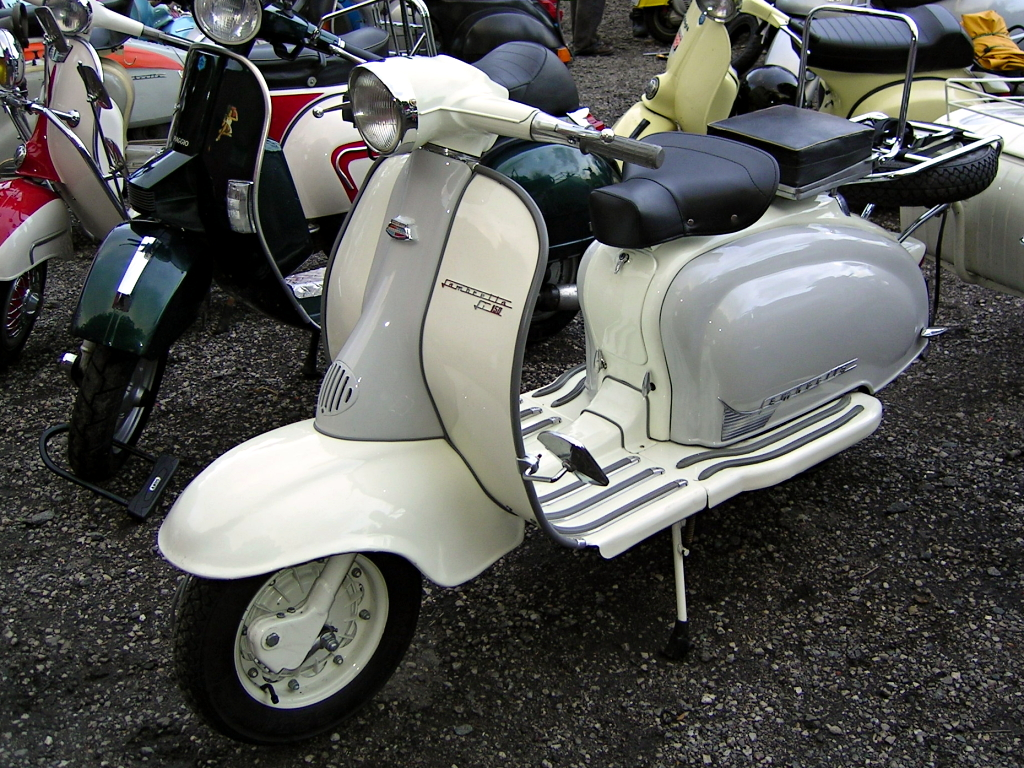
Lambretta Li 150 uit 1959

Lambretta is het merk dat Innocenti, opgericht door Luigi Innocenti, voerde voor de voertuigdivisie van het bedrijf. Voor de Tweede Wereldoorlog was Innocenti (eerst nog met Dalmine) een fabrikant van steigerpijpen en getrokken buis. Tijdens de Tweede Wereldoorlog werd de productie voornamelijk voor oorlogsdoeleinden ingezet, zoals bij alle fabrieken die werden genationaliseerd.
Tijdens de laatste jaren van de oorlog zag Innocenti al mogelijkheden voor een nieuwe markt: motorscooters. Goedkoop en betrouwbaar vervoer, zonder de nadelen die motoren toen hadden. Mobiliteit moest bereikbaar worden voor de grote massa. Deze mobiliteit werd in de vorm van een 'scooter' gegoten, samen met de Vespa leidde dit tot de ongekende populariteit van de scooter in de jaren vijftig. De naam Lambretta komt van de rivier de Lambro die langs de Innocentifabriek stroomde.
De greep naar kleine goedkope vervoermiddelen bleek een gouden greep. De producten van Innocenti bleken uitermate betrouwbaar en daarnaast erg concurrerend geprijsd. De prijsstelling was op een niveau dat het voertuig voor iedereen bereikbaar was. De successen bleven daarom niet uit. Er zijn door de jaren heen verschillende modelseries op de markt verschenen, de wellicht meest bekende modelseries zijn:
D en LD serie, met motoren van 125 en 150 cc. Herkenbaar aan het "knikje" in het achterscherm.
De koplamp draait niet mee met het stuur.
LI 1e serie, Herkenbaar aan een niet meedraaiend voorspatscherm en niet meedraaiende koplamp op het beenscherm, motoren van 125, 150 cc (model TV 175 cc).
Li 2e serie, Herkenbaar aan een meedraaiende koplamp op het stuur, motoren van 125 en 150 cc (model TV 175 cc).
Li 3e serie, Herkenbaar aan een "strakkere" lijn met rechtere vormen (motoren gelijk aan 2e serie).
Naast deze series zijn er nog "special" modellen verschenen, alle gebaseerd op de 3e serie maar met kleinere modificaties voor wat betreft motor, kleurstelling, uitrusting, et cetera. Essentieel echter weinig verschillen, de motoren zijn grotendeels onderling uitwisselbaar.
Innocenti heeft met haar producten altijd voorop willen lopen in de technologie. De Lambretta TV was de snelste scooter van zijn tijd, sneller dan de 150 GS Vespa. Maar ook de veiligheid werd daarbij in het oog gehouden. De Lambretta TV175 was de eerste serie gebouwde motorfiets met een schijfrem in het voorwiel. De prestatieconcurrentie met Vespa leidde ook tot een 200cc-versie. Vespa heeft pas na het faillissement van Innocenti de titels overgenomen. De wereldsnelheidsrecords staan echter nog steeds op naam van Lambretta.
Er werden scooters en later ook bromfietsen gebouwd. Daarnaast werd er geëxperimenteerd met een 123 cc motorfiets en zelfs een 248 cc motor met een tweecilinder V-motor (later bekend geworden door Moto Guzzi). Er zijn zelfs een 10tal tweecilinder tweetakt 200cc-motorscooters gebouwd. Deze prototypes zijn echter nooit in productie genomen.
Innocenti bouwde 1.975.000 Lambretta scooters, 260.000 Lambro-motorcarriers en 235.000 bromfietsen (de Lambrettino's).
Met de komst van de kleine auto's (zoals de Fiat 500) daalde de verkoop van scooters enorm.
In 1971 stopte Innocenti met de productie van scooters en ging onder andere Mini's Austin in licentie bouwen. Toen het bedrijf in 1973 in financiële problemen kwam en British Leyland het overnam, stootte Innocenti de voertuigdivisie af.

## Licenties
In veel landen was, ter bescherming van de eigen productie, de import van kant-en-klare voertuigen verboden. Soms was de afstand ook zó groot, dat het exporteren vanuit Italië niet rendabel was. Daarom sloot Innocenti in een aantal landen contracten met bedrijven om de Lambretta scooters in licentie te produceren. Dit gebeurde o.a. bij:

### API (Automobile Products of India), (Bhandup, Bombay, India)
API produceerde in licentie niet alleen de Lambretta scooters, maar ook de 48cc-bromfietsen, die in India als "Laxmi 48" werden verkocht. De naam kwam van Lakshmi, de Hindoeïstische godin van licht, rijkdom en geluk. API startte in 1949 met de licentiebouw van de Hillman auto's en Commer bestelauto's, maar ging vanaf 1955 ook Lambretta scooters produceren, onder voorwaarde dat deze niet buiten India geëxporteerd zouden worden. API had een marktaandeel van ca. 20% van de Indiase scootermarkt, 80% was in handen van Bajaj, dat Vespa scooters produceerde. De Lambretta 125 D en 125 LD werden vanaf 1955 geproduceerd, vanaf 1962 maakte men de Lambretta 150 Li Serie II. Nadat Innocenti de merknaam in 1972 had verkocht SIL (Scooters India Ltd), koos het bedrijf de naam MAC, naar de oprichter, Muthiah Annamalai Chidambaram. Men produceerde nog scooters en transportdriewielers tot 1993, toen het bedrijf gesloten werd.

### Auteco (Colombia)
Auto Tecnica Colombiana S.A, Itagui, Antioquia, Colombia.

### Lambretta Do Brasil
Lapa, São Paulo, Brazilië
Opvolgers: Pasco Lambretta, Brumana Pugliese SA

### Lambretta (Neckarsulm, Duitsland)

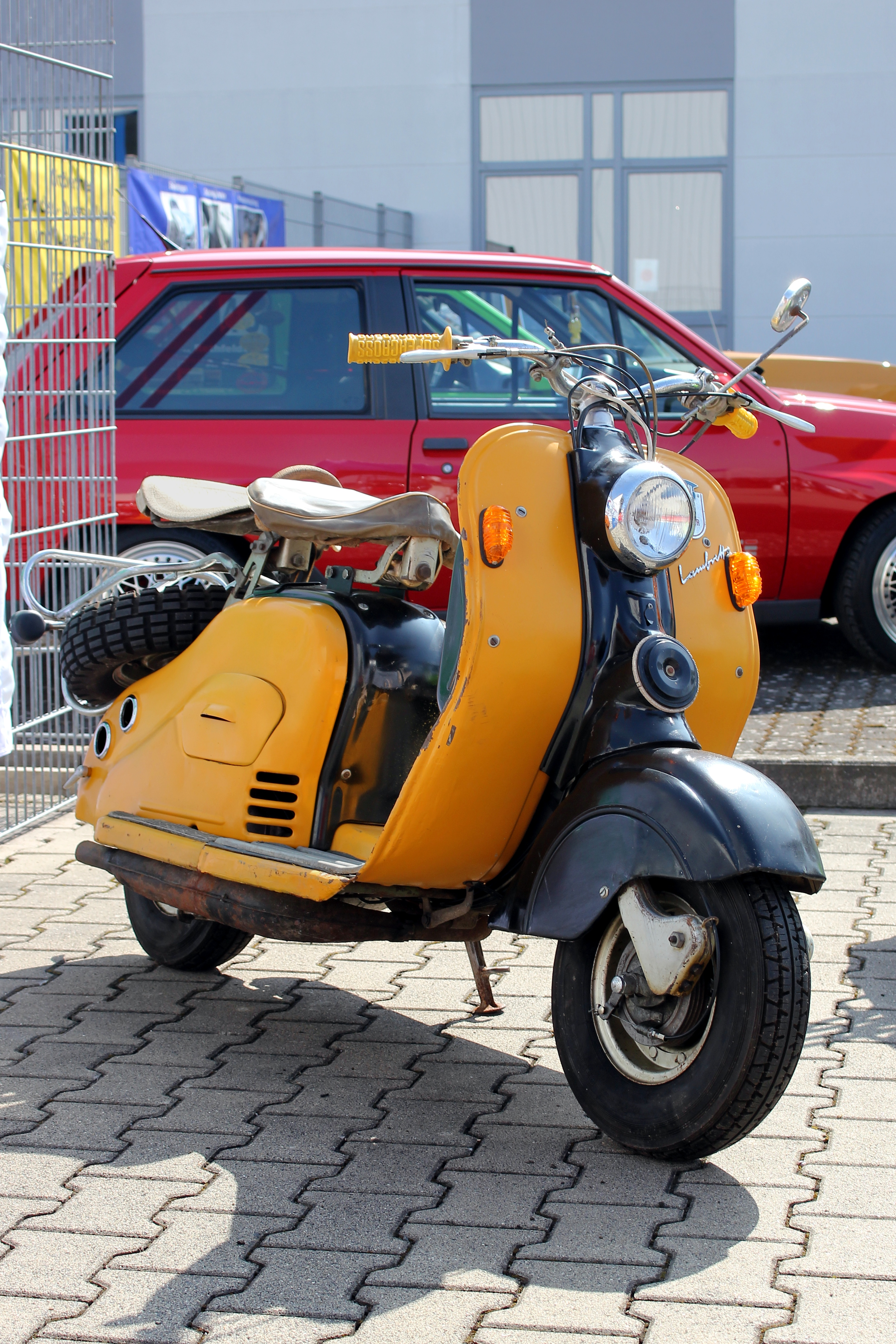
NSU Lambretta uit 1955, een zogenaamde schuurvondst, kleur en richtingaanwijzers niet origineel

Deze Lambrettascooters werden van 1947 tot 1959 in licentie geproduceerd door de Duitse NSU-fabriek. Zij hielden echter de merknaam NSU en werden NSU Lambretta genoemd.

### Serveta (Eibar, Spanje)
Lambretta Locomociones S.A., vanaf ca. 1959 Serveta Industrial S.A., Eibar en vanaf 1983 Orbar S.A., Amurrio.
Dit was een Spaans bedrijf dat rond 1960 begon met de licentiebouw van Lambretta scooters, uitsluitend voor de Spaanse markt. De Serveta Lambretta's liepen qua ontwerp meestal ongeveer één serie achter op de modellen van Innocenti. Toen Innocenti gestopt was met de productie van scooters ging men in Spanje nog vele jaren door, en men kon nu ook exporteren. In 1983 werd Serveta opgekocht door het bedrijf Orbar S.A., dat in de jaren tachtig probeerde een heel nieuw model te lanceren. Toen dit mislukte beëindigde men in 1989 de productie van scooters.

### Siambretta (Argentinië)
Sección Industrial Amasadoras Mecánicas, Avellaneda, Buenos Aires, Argentinië.

### SIL (Scooters India Ltd. Lucknow, India)
Scooters India Ltd., Lucknow, India.

### Société Industrielle de Troyes (Franse)
Saint-Julien-les-Villas, Franse.

### Yulon (Taiwan)
Miáolì (xiàn), Taiwan.

## Modellen
- A, 1947–48
- B, 1948–50
- C/LC, 1950–51
- D, 1951–57
- LD, 1951–58
- E, 1953–54
- F, 1954–55
- TV 1e serie, 1957–59
- Li 1e serie, 1958–59
- Li 2e serie, 1959–61
- TV 2e serie, 1959–62
- Li 3e serie, 1961–67
- TV 3e serie, 1962–65
- Li Special, 1963–69
- J, 1964–71
- SX, 1966–1969
- Lui/Vega/Cometa, 1968–70
- GP/DL, 1969-71 (Italië)
- GP/DL, 1972-98 (India)